# Sofie Svava
Sofie Svava (* 11. August 2000 in Gentofte) ist eine dänische Fußballspielerin, die seit Juli 2024 für Olympique Lyon spielt. Die Abwehrspielerin gewann 2019 mit Brøndby IF die dänische und dem FC Rosengård die schwedische Meisterschaft. 2019 spielte sie auch erstmals in der dänischen Nationalmannschaft.

## Karriere

### Verein
Svava spielte in den Juniorinnen-Mannschaften der Vereine Hørsholm-Usserød IK, Brøndby IF, B.93 Kopenhagen und Ballerup-Skovlunde Fodbold. Als 16-Jährige wechselte sie
zu Brøndby IF und hatte in ihrer ersten Saison 22 Einsätze, in denen sie vier Tore erzielte und gewann den Pokal. In ihrer zweiten Saison konnte sie die dänische Meisterschaft erringen und wechselte danach über den Öresund zum schwedischen Erstligisten FC Rosengård, wo die linke Flügelspielerin sofort auch die schwedische Meisterschaft gewann – wodurch sie in einem Jahr zweimal Meisterin wurde.
Auf europäischer Ebene spielte sie erstmals im Sechzehntelfinale der UEFA Women’s Champions League 2017/18, schied aber mit ihrer Mannschaft nach einem torlosen Remis beim norwegischen Meister Lillestrøm SK Kvinner und einer 1:3-Heimniederlage aus, wobei sie in beiden Spielen über die volle Distanz spielte. Ein Jahr später war Lillestrøm wieder Endstation, diesmal aber erst im Achtelfinale. Wieder spielten sie in Norwegen remis und verloren das Heimspiel. Zuvor hatten sie den italienischen Meister Juventus Turin ausgeschaltet. In den vier Spielen wurde sie wieder über die volle Distanz eingesetzt. Da Rosengård in der Saison 2018 nur Dritter geworden war, konnte sie für die Schwedinnen noch nicht in der Champions League spielen. Für die UEFA Women’s Champions League 2020/21 sind die Schwedinnen aber für das Sechzehntelfinale qualifiziert, das im Dezember 2020 stattfinden soll.
In der Winterpause 2020/2021 wechselte Svava zum deutschen Serienmeister VfL Wolfsburg und debütierte am 5. Februar 2021 im Spiel gegen Turbine Potsdam als sie in der Nachspielzeit eingewechselt wurde. In der  UEFA Women’s Champions League 2021/22 wurde sie in den Gruppenspielen gegen Servette FC Chênois Féminin und Juventus Turin eingesetzt und erreichte mit den Wölfinnen das Viertelfinale. 
Im Januar 2022 wechselte Sofie Svava zu Real Madrid. Während ihrer zweieinhalb Jahre in der spanischen Landeshauptstadt wurde sie 2022/23 und 2023/24 jeweils Vizemeister, zudem erreichte Svava mit ihrer Mannschaft 2023 das Endspiel im spanischen Pokal, das jedoch im Elfmeterschießen gegen den Lokalrivalen Atlético verloren ging. In der UEFA Women’s Champions League erreichte sie mit Real Madrid 2021/22 das Viertelfinale. In den zwei darauffolgenden Spieljahren kam sie mit ihrer Mannschaft beim kontinentalen Turnier jedoch nicht über die Gruppenphase hinaus. Nach Ablauf ihres Vertrages im Sommer 2024 wechselte Sofie Svava zum amtierenden französischen Meister  Olympique Lyon.

### Nationalmannschaft
Im Februar 2015 kam sie bei drei Spielen während eines UEFA-Turnieres in Irland zu ihren ersten Einsätzen in der dänischen U-16-Mannschaft, mit der sie dann Ende Juni/Anfang Juli 2015 am Nordic Cup teilnahm. Im September 2015 wurde sie bei zwei Freundschaftsspielen gegen Italien in der U-17-Mannschaft eingesetzt und erzielte am 8. September ihr erstes Länderspieltor. Im Oktober nahm sie an der ersten Qualifikationsrunde für die U-17-EM 2016 teil, die in Ungarn ausgetragen wurde. Mit Siegen gegen Israel, wozu sie ein Tor beisteuerte, Wales und die Gastgeberinnen erreichten sie die Eliterunde. Bei dieser im März 2016 in Nordirland ausgetragenen Runde konnten die Däninnen zwar gegen die Gastgeberinnen und die Ukraine gewinnen, nach einer 0:2-Niederlage gegen Titelverteidiger Spanien waren sie aber nur zweitbeste Gruppenzweite und verpassten damit die Endrunde.
Im September 2016 hatte sie ihren ersten Einsatz in der U-19-Mannschaft, die bei einem Freundschaftsspiel mit 3:2 gegen die Schweiz gewann. Im Oktober wurde sie in der ersten Qualifikationsrunde zur U-19-Fußball-Europameisterschaft der Frauen 2017 in Montenegro eingesetzt. Nach Siegen gegen die Gastgeberinnen und die Slowakei, wo sie ein Tor zum 10:1-Sieg beitrug, verloren sie zwar gegen Ungarn, waren als Gruppenzweite aber für die Eliterunde qualifiziert. Sie wurde dann zwar bei drei Spielen im März 2017 bei einem Turnier in La Manga eingesetzt, die Eliterunde im April fand dann aber ohne sie statt. Die Däninnen konnte sich dort aber nicht qualifizieren. Erst im September kam sie in der ersten Qualifikationsrunde zur U-19-Fußball-Europameisterschaft der Frauen 2018 wieder zum Einsatz. Beim Turnier in Litauen trug sie mit zwei Toren zu den Siegen gegen die Gastgeberinnen und die Slowakei sowie Rumänien bei, so dass die Eliterunde erreicht wurde. Diese fand im April 2018 wieder ohne sie statt, aber diesmal konnten sich ihre Mitspielerinnen qualifizieren. Bei der Endrunde der U-19-Fußball-Europameisterschaft der Frauen 2018 gehörte sie dann wieder zum dänischen Kader. Nach einer 0:1-Niederlage gegen Deutschland gewannen sie gegen Italien (ohne sie) und die Niederlande, so dass sie als Gruppensieger das Halbfinale erreichten. Hier verloren sie mit 0:1 gegen den dann drei Tage später erfolgreichen Titelverteidiger Spanien.
Bereits einen Monat später startete die erste Qualifikationsrunde für die U-19-EM 2019. Beim Turnier in Liechtenstein setzten sie sich mit drei Siegen ohne Gegentor durch, wobei sie beim 11:0 gegen die Gastgeberinnen ein Tor erzielte. Im Oktober nahm sie mit der Mannschaft an einem UEFA-Turnier in Schottland teil, wo sie je ein Spiel gewannen, verloren und remis spielten. Bei der Eliterunde im April 2019 in Norwegen waren nur die Gastgeberinnen stärker, so dass sie Gruppenzweite wurden und die Endrunde verpassten. Mit der 0:3-Niederlage gegen Norwegen endete ihre Zeit in den U-Mannschaften.
Schon drei Monate zuvor hatte sie beim Spiel gegen Finnland während des Januartrainingslagers in Zypern ihren ersten Einsatz in der A-Nationalelf. Sie wurde in der 74. Minute eingewechselt. Im Mai hatte sie dann einen 90-minütigen Einsatz bei einer 0:2-Niederlage in einem Freundschaftsspiel gegen England. Es folgten fünf Spiele in der Qualifikation zur EM 2022, beim 14:0-Sieg gegen Georgien gelang ihr dann auch das erste Tor für die A-Nationalmannschaft zum zwischenzeitlichen 6:0. Auch in den drei Spielen beim Algarve-Cup 2020 und vier weiteren EM-Qualifikationsspielen wurde sie eingesetzt und konnte somit zur vorzeitigen Qualifikation für die Endrunde beitragen.
In den neun ausgetragenen Spielen der Qualifikation für die WM 2023 wurde sie immer eingesetzt und erzielte dabei ein Tor. Nach dem Ausschluss der Russinnen wegen des völkerrechtswidrigen russischen Überfalls auf die Ukraine standen die Däninnen vorzeitig als WM-Teilnehmerinnen fest. Zuletzt nahmen sie 2007 an einer WM teil.
Am 16. Juni 2022 wurde sie für die EM-Endrunde nominiert. Dort kam sie in zwei Spielen zum Einsatz. Nach Niederlagen gegen Deutschland und Spanien  (ohne sie) sowie einem Sieg gegen Finnland schieden die Däninnen als Gruppendritte aus.
Am 30. Juni wurde sie für die WM-Endrunde in Australien und Neuseeland nominiert. Bei der WM, die für die Däninnen mit einer Achtelfinalniederlage gegen Co-Gastgeber Australien endete, kam sie nicht zum Einsatz.
Da erstmals das Abschneiden bei der WM für die europäischen Teams nicht entscheidend für die Qualifikation zu den Olympischen Spielen 2024 war, hatten die Däninnen noch die Chance sich über die UEFA Women’s Nations League 2023/24 für die Spiele in Paris zu qualifizieren. Die Däninnen konnten auch im ersten Spiel den härtesten Konkurrenten Deutschland mit 2:0 besiegen, verloren aber nach drei weiteren Siegen gegen die anderen Gruppengegner das Rückspiel in Deutschland mit 0:3 und auch das letzte Heimspiel gegen Island. Damit verpassten sie als Gruppenzweite das Final Four Turnier, bei dem um zwei Olympiatickets gespielt wurde. Sofie wurde nur im letzten Spiel nicht eingesetzt.

## Erfolge
- 2025: Französische Meisterin
- 2022: DFB-Pokalsiegerin
- 2022: Deutsche Meisterin
- 2021: DFB-Pokalsiegerin
- 2019: Dänische Meisterin und schwedische Meisterin
- 2018: Dänische Pokalsiegerin